# Melchior Stenglein

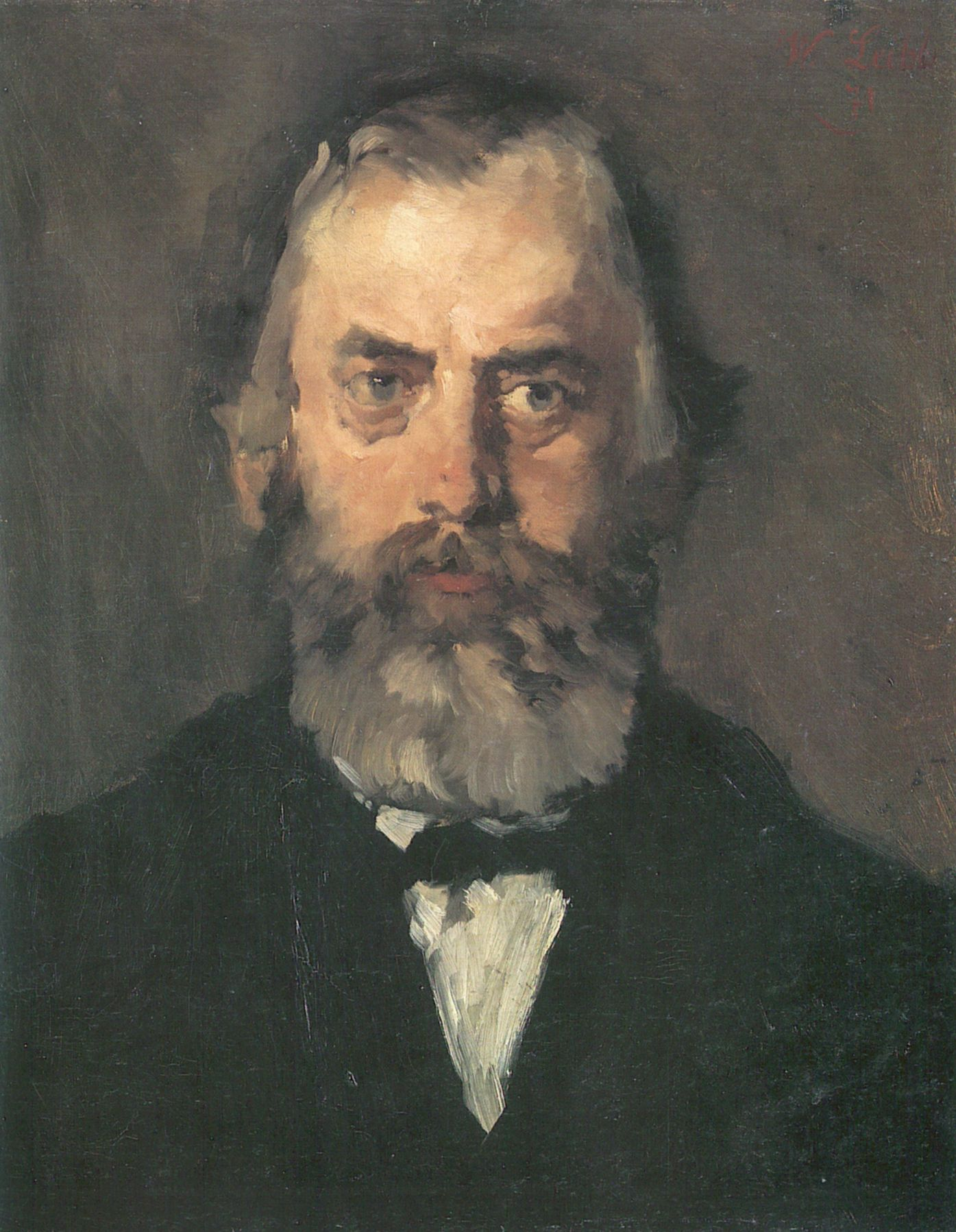
Melchior Stenglein (Wilhelm Leibl, 1871)

Melchior Ignaz Hermann Heinrich Christoph Stenglein (* 4. Oktober 1825 in Bayreuth; † 8. Juli 1903 in Tegernsee) war ein deutscher Richter im Königreich Bayern. 

## Leben
Stenglein war ein Sohn des späteren Regierungspräsidenten von Oberfranken Melchior Ritter von Stenglein. Er studierte an der Julius-Maximilians-Universität Würzburg und der Ruprecht-Karls-Universität Heidelberg Rechtswissenschaft. Er war königlicher Staatsanwalt in München (1854–1862, 1864–1868) und Passau (1862–1864) und königlicher Appellationsgerichtsrat am Appellationsgericht München (1868). Er war 1872–1879 als königlicher Advokat und Rechtsanwalt in München tätig. 1879 war er Reichsanwalt, von 1888 bis 1898 dann Reichsgerichtsrat am Reichsgericht in Leipzig.
Stenglein veröffentlichte mehrere, in mehrfacher Auflage erschienene Kommentare zum Strafrecht, war Autor juristischer Lehr- und Fachbücher sowie Mitautor weiterer Rechtskommentare. Er war Herausgeber der in 18 Bänden zwischen 1862 und 1879 erschienenen Zeitschrift für Gerichtspraxis und Rechtswissenschaft sowie ab 1896 Mitherausgeber der Deutschen Juristenzeitung. Er war seit 1854 bzw. 1855 mit Emma Louise Wilhelmine Henriette von Regemann (1831–nach 1906) verheiratet, aus der Ehe gingen die Kinder Melchior Gustav (* 1856), Hermann (* 1857) und Maria (* um 1856/1860) hervor. Stenglein war Angehöriger des Corps Bavaria Würzburg.
Stenglein war 1863–1879 für den Wahlbezirk Kronach als Mitglied der Liberalen Mittelpartei Mitglied in der Kammer der Abgeordneten (Bayern), darüber hinaus 1874–1877 für Oberfranken für die Nationalliberale Partei Abgeordneter im Reichstag (Deutsches Kaiserreich).

## Ehrungen
- Orden vom Heiligen Michael (Bayern-Kurköln), Ritterkreuz I. Klasse (7. August 1885)
- Roter Adlerorden 2. Klasse
- Albrechts-Orden 2. Klasse
- Königlicher Hausorden von Hohenzollern 3. Klasse.[1]

## Herausgeber
- Sammlung der deutschen Strafgesetzbücher. Christian Kaiser Verlag, München 1858.
  - Band 1: Bayern, Oldenburg, Sachsen-Altenburg, Württemberg, Braunschweig.
  - Band 2: Hannover, Hessen-Darmstadt und Frankfurt, Baden, Nassau.
  - Band 3: Thüringisches Strafgesetzbuch, Preußen, Österreich, Sachsen